# فهرست بازیگران ایرانی

این یک فهرست از بازیگران ایرانی در شاخه‌های گوناگون، سینما، تلویزیون و تئاتر، از گذشته تا کنون، و به ترتیب حروف الفبا است.

## ا
- ابراهیم‌آبادی (۱۳۱۳–۱۳۹۸)
- ابراهیم حامدی (۱۳۲۸)
- ابراهیم فخار (۱۳۰۴–۱۳۷۲)
- المیرا دهقانی (۱۳۷۰)
- ابوالفضل پورعرب (۱۳۴۰)
- اتابک نادری (۱۳۴۹)
- احترام برومند (۱۳۲۶)
- احسان کرمی (۱۳۵۹)
- احمد آقالو (۱۳۲۸–۱۳۸۷)
- احمد ایراندوست (۱۳۴۹)
- احمدرضا اسعدی (۱۳۳۳)
- احمد ساعتچیان (۱۳۵۱)
- احمد مهرانفر (۱۳۵۴)
- احمد نجفی (۱۳۲۷)
- اردشیر کاظمی (۱۳۱۷)
- اردلان شجاع‌کاوه (۱۳۴۱)
- ارژنگ امیرفضلی (۱۳۴۹)
- ارسلان قاسمی (۱۳۷۴)
- اسدالله یکتا (۱۳۲۶)
- اسماعیل پوررضا (۱۳۲۸)
- اسماعیل داورفر (۱۳۱۱–۱۳۸۷)
- اسماعیل شنگله (۱۳۱۵–۱۴۰۱)
- اسماعیل محرابی (۱۳۲۳)
- اسماعیل محمدی (۱۲۸۹–۱۳۶۶)
- اسماعیل سلطانیان (۱۳۳۳–۱۴۰۲)
- اشرف کاشانی(۱۳۰۸)
- اشکان اشتیاق (۱۳۶۱)
- اصغر بیچاره (۱۳۰۶–۱۳۹۵)
- اصغر حیدری (۱۳۴۱)
- اصغر سمسارزاده (۱۳۱۵)
- اصغر شریعتی (۱۳۵۰)
- اصغر همت (۱۳۳۱)
- افسانه بایگان (۱۳۴۰)
- افسانه پاکرو (۱۳۶۲)
- افسانه چهره‌آزاد (۱۳۴۱)
- افسانه ناصری(۱۳۳۹)
- افسر اسدی (۱۳۳۶)
- افشین زی‌نوری (۱۳۵۵)
- افشین سنگ‌چاپ (۱۳۴۷)
- افشین نخعی (۱۳۴۹)
- افشین هاشمی (۱۳۵۴)
- اکبر دودکار (۱۳۰۴–۱۳۸۴)
- اکبر زنجان‌پور (۱۳۲۳)
- اکبر سلطانعلی (۱۳۳۳)
- اکبر سنگی (۱۳۳۱)
- اکبر عبدی (۱۳۳۹)
- اکبر قدمی (۱۳۳۰–۱۴۰۲)
- اکبر معززی (۱۳۲۲)
- اکرم محمدی (۱۳۳۷)
- السا فیروزآذر (۱۳۶۲)
- الناز حبیبی (۱۳۶۷)
- الناز شاکردوست (۱۳۶۳)
- الهام پاوه‌نژاد (۱۳۵۰)
- الهام چرخنده (۱۳۵۷)
- الهام حمیدی (۱۳۵۶)
- الهام کردا (۱۳۵۷)
- الهه حصاری (۱۳۶۹)
- الیزابت امینی (۱۳۵۴)
- الیکا عبدالرزاقی (۱۳۵۸)
- امید روحانی (۱۳۴۰)
- امیر آقایی (۱۳۵۴)
- امیر جدیدی (۱۳۶۳)
- امیر جعفری (۱۳۵۳)
- امیرحسین آرمان (۱۳۶۱)
- امیرحسین رستمی (۱۳۵۴)
- امیرحسین صدیق (۱۳۵۱)
- امیرحسین مدرس(۱۳۴۹)
- امیررضا دلاوری (۱۳۵۵)
- امیرعلی دانایی (۱۳۵۹)
- امیر کربلایی‌زاده (۱۳۵۸)
- امیرمحمد زند (۱۳۵۷)
- امیرمهدی ژوله (۱۳۵۸)
- امیر نوری (۱۳۶۵)
- امین تارخ (۱۳۳۲–۱۴۰۱)
- امین حیایی (۱۳۴۹)
- امین زندگانی (۱۳۵۱)
- انوش معظمی(۱۳۵۰)
- انوشیروان ارجمند (۱۳۲۰–۱۳۹۳)
- ایران دفتری (۱۲۸۶–۱۳۷۴)
- ایرج راد (۱۳۲۴)
- ایرج شهزادی (۱۳۴۶)
- ایرج طهماسب (۱۳۳۸)
- ایرج قادری (۱۳۱۳–۱۳۹۱)
- ایرن زازیانس (۱۳۰۶–۱۳۹۱)
- ایلوش خوشابه (۱۳۱۱–۱۳۹۱)

## ب
- بابک حمیدیان (۱۳۵۹)
- بابک دهقانی (۱۳۶۱)
- بابک کریمی (۱۳۳۹)
- بابک نوری (۱۳۵۲)
- باران کوثری (۱۳۶۴)
- باقر صحرارودی (۱۳۲۱–۱۳۹۳)
- بانیپال شومون (۱۳۵۷)
- برزو ارجمند (۱۳۵۴)
- بمانی دلدار گلچین (۱۳۳۵)
- بهادر مالکی (۱۳۶۱)
- بهارک صالح‌نیا (۱۳۶۴)
- بهاره افشاری (۱۳۶۳)
- بهاره رهنما (۱۳۵۲)
- بهاره کیان‌افشار (۱۳۶۴)
- بهرام افشاری (۱۳۶۶)
- بهرام رادان (۱۳۵۸)
- بهرام شاه محمدلو (۱۳۲۹)
- بهروز مسروری (۱۳۲۹–۱۳۹۱)
- بهروز بقایی (۱۳۲۹)
- بهروز شعیبی (۱۳۵۸)
- بهروز وثوقی (۱۳۱۶)
- بهزاد خداویسی (۱۳۴۴)
- بهزاد رحیم‌خانی(۱۳۲۸)
- بهزاد فراهانی (۱۳۲۳)
- بهشاد شریفیان (۱۳۴۵)
- بهشاد مختاری (۱۳۶۰)
- بهمن دان (۱۳۳۷)
- بهمن زرین‌پور (۱۳۲۰–۱۳۹۵)
- بهمن فرسی (۱۳۱۲)
- بهمن مفید (۱۳۲۱–۱۳۹۹)
- بهناز جعفری (۱۳۵۳)
- بهناز نازی (۱۳۴۶)
- بهنام تشکر (۱۳۵۵)
- بهنوش بختیاری (۱۳۵۴)
- بهنوش طباطبایی (۱۳۶۰)
- بیتا بادران (۱۳۵۴)
- بیتا توکلی (۱۳۷۴–۱۳۸۴)
- بیتا سحرخیز (۱۳۶۱)
- بیتا فرهی (۱۳۳۷–۱۴۰۲)
- بیژن افشار (۱۳۴۵–۱۴۰۰)
- بیژن امکانیان (۱۳۳۲)
- بیژن بنفشه‌خواه (۱۳۵۲)
- بیوک میرزایی (۱۳۳۴)

## پ
- پارسا پیروزفر (۱۳۵۱)
- پاشا جمالی (۱۳۷۰)
- پانته‌آ بهرام (۱۳۴۸)
- پانته‌آ پناهی‌ها (۱۳۵۶)
- پانته‌آ سیروس (۱۳۵۴)
- پدرام شریفی (۱۳۶۶)
- پردیس افکاری (۱۳۴۷-۱۴۰۲)
- پرخیده (۱۲۹۲–۱۳۴۴)
- پرستو صالحی (۱۳۵۶)
- پرستو گلستانی (۱۳۵۰)
- پروانه معصومی (۱۳۲۳–۱۴۰۲)
- پرویز پرستویی (۱۳۳۴)
- پرویز پورحسینی (۱۳۲۰–۱۳۹۹)
- پرویز شفیع‌زاده (۱۳۱۷)
- پرویز صیاد (۱۳۱۸)
- پرویز فلاحی‌پور (۱۳۳۶)
- پرویز فنی‌زاده (۱۳۱۶–۱۳۵۸)
- پرویز کاردان (۱۳۱۶–۱۴۰۰)
- پروین سلیمانی (۱۳۰۱–۱۳۸۸)
- پروین قائم‌مقامی (۱۳۳۵)
- پروین میکده (۱۳۱۴–۱۳۹۲)
- پروین دولتشاهی (۱۳۰۹)
- پروین‌دخت یزدانیان (۱۳۰۶–۱۳۹۱)
- پری امیرحمزه (۱۳۱۴)
- پری غفاری (۱۳۰۹–۱۳۹۲)
- پریسا مقتدی (۱۳۴۹)
- پریناز ایزدیار (۱۳۶۴)
- پریوش نظریه (۱۳۴۸)
- پژمان بازغی (۱۳۵۳)
- پژمان جمشیدی (۱۳۵۶)
- پگاه آهنگرانی (۱۳۶۳)
- پوپک گلدره (۱۳۵۰–۱۳۸۵)
- پوران (خواننده) (۱۳۱۲–۱۳۹۶)
- پوراندخت مهیمن (۱۳۳۲)
- پوری بنایی (۱۳۱۹)
- پوریا پورسرخ (۱۳۵۶)
- پوریا رحیمی سام (۱۳۶۱)
- پولاد کیمیایی (۱۳۵۹)
- پویا امینی (۱۳۵۶)
- پیام دهکردی (۱۳۵۶)
- پیمان ابدی (۱۳۵۱–۱۳۸۸)
- پیمان فاطمی (۱۳۶۱)
- پیمان معادی (۱۳۴۹)

## ت
- ترانه علیدوستی (۱۳۶۲)
- ترلان پروانه (۱۳۷۷)
- تقی ظهوری (۱۲۹۱–۱۳۷۰)
- توران مهرزاد (۱۳۰۹–۱۴۰۲)

## ث
- ثریا حکمت (۱۳۳۲–۱۳۹۵)
- ثریا قاسمی (۱۳۱۹)
- ثریا بهشتی (۱۳۲۲–۱۳۹۴)

## ج
- جعفر بزرگی (۱۲۹۶–۱۳۸۵)
- جعفر دهقان (۱۳۳۹)
- جعفر والی (۱۳۱۲–۱۳۹۵)
- جلال پیشوائیان (۱۳۰۹–۱۴۰۰)
- جلال فاطمی (۱۳۳۶)
- جلال مقدم (۱۳۰۸–۱۳۷۵)
- جلیل فرجاد (۱۳۳۰)
- جمال اجلالی (۱۳۲۶)
- جمشید اسماعیل خانی (۱۳۲۹–۱۳۸۱)
- جمشید حیدری (۱۳۳۰)
- جمشید شاه محمدی (۱۳۱۶)
- جمشید گرگین (۱۳۳۰)
- جمشید لایق (۱۳۱۰–۱۳۸۸)
- جمشید مشایخی (۱۳۱۳–۱۳۹۸)
- جمشید هاشم‌پور (۱۳۲۳)
- جمیله (۱۳۲۵)
- جمیله شیخی (۱۳۰۹–۱۳۸۰)
- جواد عزتی (۱۳۶۰)
- جهانبخش سلطانی (۱۳۳۰)
- جهانگیر الماسی (۱۳۳۴)
- جهانگیر غفاری (۱۳۱۹)
- جهانگیر فروهر (۱۲۹۵–۱۳۷۶)

## چ
- چکامه چمن‌ماه (۱۳۵۹)
- چنگیز جلیلوند (۱۳۱۹–۱۳۹۹)
- چنگیز وثوقی (۱۳۲۶)

## ح
- حامد آهنگی (۱۳۵۸)
- حامد بهداد (۱۳۵۲)
- حامد کمیلی (۱۳۶۱)
- حامد میرباقری (۱۳۶۱)
- حبیب‌الله بلور (۱۲۹۲–۱۳۶۱)
- حبیب‌الله کاسه‌ساز (۱۳۴۱–۱۳۹۶)
- حبیب الهیاری (۱۳۲۵)
- حبیب دهقان‌نسب (۱۳۲۸)
- حبیب رضایی (۱۳۴۸)
- حدیث فولادوند (۱۳۵۶)
- حدیث میرامینی (۱۳۶۷)
- حدیثه تهرانی (۱۳۶۳)
- حسام
نواب‌صفوی (۱۳۵۳)
- حسام محمودی (۱۳۶۵–۱۴۰۲)
- حسام منظور (۱۳۵۹)
- حسن اسدی (۱۳۴۱)
- حسن اکلیلی (۱۳۳۲)
- حسن پورشیرازی (۱۳۳۶)
- حسن جوهرچی (۱۳۴۷–۱۳۹۵)
- حسن خیاط باشی (۱۳۲۵)
- حسن دادشکر (۱۳۲۶)
- حسن سلطانی تودشکی (۱۳۲۹)
- حسن شکوهی (۱۳۵۰)
- حسن مهمانی (۱۳۲۹)
- حسن میرباقری (۱۳۴۷)
- حسین امیرفضلی (۱۲۹۹–۱۳۷۰)
- حسین پاکدل (۱۳۳۸)
- حسین پناهی (۱۳۳۵–۱۳۸۳)
- حسین خانی‌بیک (۱۳۲۰-۱۴۰۳)
- حسین سحرخیز (۱۳۳۷)
- حسین سرشار (۱۳۱۳–۱۳۷۴)
- حسین سلیمانی (۱۳۶۳)
- حسین شهاب (۱۳۲۵–۱۳۹۷)
- حسین عابدینی (۱۳۵۹)
- حسین عرفانی (۱۳۲۱–۱۳۹۷)
- حسین کسبیان (۱۳۱۲–۱۳۸۵)
- حسین محب‌اهری (۱۳۳۰–۱۳۹۷)
- حسین محجوب (۱۳۲۷)
- حسین معلومی (۱۳۲۵)
- حسین یاری (۱۳۴۶)
- حشمت‌الله آرمیده (۱۳۲۸)
- حلیمه سعیدی (۱۳۱۳–۱۴۰۰)
- حمید ابراهیمی (۱۳۴۹)
- حمید تمجیدی (۱۳۳۵)
- حمید جبلی (۱۳۳۷)
- حمید حمزه (۱۳۳۳–۱۳۹۱)
- حمیدرضا آذرنگ (۱۳۵۱)
- حمیدرضا افشار (۱۳۳۴)
- حمیدرضا پگاه (۱۳۵۰)
- حمیدرضا هدایتی (۱۳۳۹)
- حمید عبدالملکی (۱۳۳۰)
- حمید فرخ‌نژاد (۱۳۴۸)
- حمید قنبری (۱۳۰۳–۱۳۸۶)
- حمید گودرزی (۱۳۵۶)
- حمید لولایی (۱۳۳۴)
- حمید مهین‌دوست (۱۳۴۹)
- حمیده خیرآبادی (۱۳۰۳–۱۳۸۹)
- حمیرا ریاضی (۱۳۴۶)
- حیدر حاتمی (۱۳۲۳)

- حمید مرادیان (1370–۱۳۹۸)

## خ
- خاطره اسدی (۱۳۶۲)
- خاطره حاتمی (۱۳۶۲)
- خسرو احمدی (۱۳۴۲)
- خسرو امیر صادقی (۱۳۲۷–۱۴۰۲)
- خسرو خسروشاهی (۱۳۲۰)
- خسرو دستگیر (۱۳۲۲)
- خسرو شجاع‌زاده (۱۳۲۴–۱۳۹۵)
- خسرو شکیبایی (۱۳۲۳–۱۳۸۷)
- خسرو شهراز (۱۳۳۰)
- خشایار راد (۱۳۳۰)

## د
- داریوش ارجمند (۱۳۲۳)
- داریوش اسدزاده (۱۳۹۸–۱۳۰۲)
- داریوش اقبالی (۱۳۲۹)
- داریوش فرهنگ (۱۳۲۶)
- داریوش کاردان (۱۳۳۵)
- داریوش مؤدبیان (۱۳۲۹)
- دانیال حکیمی (۱۳۴۲)
- دانیال عبادی (۱۳۶۱)
- داوود اسدی (۱۳۴۸–۱۳۸۷)
- داوود رشیدی (۱۳۱۲–۱۳۹۵)
- داوود موثقی (۱۳۳۰)
- دلیله نمازی (۱۳۱۴)
- دیبا زاهدی (۱۳۶۸)

## ر
- رابعه اسکویی (۱۳۴۵)
- رابعه مدنی (۱۳۲۰)
- رامبد جوان (۱۳۵۰)
- رامسین کبریتی (۱۳۴۸)
- رامین پرچمی (۱۳۵۲)
- رامین راستاد (۱۳۵۱)
- رامین کریملو (۱۹۷۸)
- رامین ناصرنصیر (۱۳۵۴)
- رحمان مقدم (۱۳۱۴)
- رحیم روشنیان (۱۲۹۸–۱۳۵۴)
- رحیم نوروزی (۱۳۴۶)
- رزیتا غفاری (۱۳۵۱)
- رزی ملک یونان (۱۹۶۵)
- رسول نجفیان (۱۳۳۰)
- رضا اخلاقی راد (۱۳۵۸)
- رضا ارحام صدر (۱۳۰۲–۱۳۸۷)
- رضا آشتیانی (۱۳۴۵)
- رضا ایران‌منش (۱۳۴۶)
- رضا بابک (۱۳۲۴)
- رضا بنفشه‌خواه (۱۳۲۲)
- رضا بیک ایمانوردی (۱۳۱۵–۱۳۸۲)
- رضا توکلی (۱۳۳۹)
- رضا خندان (۱۳۳۲–۱۳۸۹)
- رضا داوودنژاد (۱۳۵۹–۱۴۰۳)
- رضا رویگری (۱۳۲۵)
- رضا ژیان (۱۳۲۸–۱۳۸۱)
- رضا شفیع (۱۳۰۹)
- رضا شفیعی‌جم (۱۳۵۰)
- رضا صابری (۱۳۲۷)
- رضا صفایی (۱۳۱۶–۱۳۹۷)
- رضا صفایی‌پور (۱۳۲۸)
- رضا عطاران (۱۳۴۷)
- رضا فاضلی (۱۳۱۴–۱۳۸۸)
- رضا فیاضی (۱۳۳۲)
- رضا فیض نوروزی (۱۳۳۰)
- رضا کرم‌رضایی (۱۳۱۶–۱۳۸۹)
- رضا کریمی (۱۳۵۶)
- رضا کیانیان (۱۳۳۰)
- رضا ناجی (بازیگر) (۱۳۲۱)
- رعنا آزادی‌ور (۱۳۶۲)
- رفیع حالتی (۱۲۷۸–۱۳۶۰)
- رقیه چهره‌آزاد (۱۲۸۶–۱۳۷۳)
- روح‌الله مفیدی (۱۳۰۸–۱۴۰۱)
- روح‌انگیز سامی‌نژاد (۱۲۹۵–۱۳۷۶)
- روح‌انگیز مهتدی (۱۳۲۴)
- روشنک صدر (۱۳۳۸–۱۳۶۶)
- روشنک گرامی (۱۳۶۲)
- رؤیا تیموریان (۱۳۳۸)
- رؤیا میرعلمی (۱۳۵۷)
- رؤیا نونهالی (۱۳۴۱)

## ز
- زانیار خسروی (۱۳۶۴)
- زری خوشکام (۱۳۲۶-۱۴۰۳)
- زکریا هاشمی (۱۳۱۵)
- زهرا امیرابراهیمی (۱۳۶۰)
- زهرا اویسی (۱۳۶۲)
- زهرا داوودنژاد (۱۳۵۴)
- زهرا سعیدی (۱۳۳۱)
- زهره حمیدی (۱۳۳۶-۱۴۰۳)
- زهره صفوی (۱۳۲۱)
- زهره فکورصبور (۱۳۵۷–۱۴۰۰)
- زهره مجابی (۱۳۳۸)
- زیبا بروفه (۱۳۵۴)

## ژ
- ژاله صامتی(۱۳۵۱)
- ژاله علو (۱۳۰۶–۱۴۰۳)
- ژرژ هاشم‌زاده (۱۳۴۱)

## س
- ساحل رز (۱۹۸۵)
- سارا بهرامی (۱۳۶۱)
- سارا حاتمی (۱۳۸۴)
- سارا خوئینی‌ها (۱۳۵۳)
- سارا شاهی (۱۹۸۰)
- ساره آرین (۱۳۶۰)
- ساره بیات (۱۳۵۸)
- سارینا فرهادی (۱۳۷۶)
- ساعد سهیلی (۱۳۶۶)
- ساعد هدایتی (۱۳۳۴)
- ساغر عزیزی (۱۳۵۶)
- ساقی زینتی (۱۳۴۹)
- سام درخشانی (۱۳۵۴)
- سام قریبیان (۱۳۵۷)
- سام نوری (۱۳۵۳)
- سامی تحصنی (۱۳۰۲–۱۳۶۷)
- سامیه لک (۱۳۵۹)
- ساناز سماواتی (۱۳۵۰)
- ساناز کیهان (۱۳۹۰–۱۳۶۱)
- سپنتا سمندریان
- سپند امیرسلیمانی (۱۳۵۶)
- ستاره اسکندری (۱۳۵۳)
- ستاره پسیانی (۱۳۶۴)
- سجاد افشاریان (۱۳۶۴)
- سحر جعفری جوزانی (۱۳۵۷)
- سحر دولتشاهی (۱۳۵۸)
- سحر زکریا (۱۳۵۲)
- سحر قریشی (۱۳۶۶)
- سحر ولدبیگی (۱۳۵۶)
- سرور نجات‌الهی (۱۳۴۰)
- سروش خلیلی (۱۳۱۵–۱۳۸۵)
- سروش صحت (۱۳۴۴)
- سروش گودرزی (۱۳۵۳)
- سعید آقاخانی (۱۳۵۰)
- سعید امیرسلیمانی (۱۳۲۱)
- سعید پورصمیمی (۱۳۲۲)
- سعید پیردوست (۱۳۱۹)
- سعید راد (۱۳۲۳-۱۴۰۳)
- سعید شیخ‌زاده (۱۳۵۷)
- سعید کنگرانی (۱۳۳۳–۱۳۹۷)
- سعید نورالهی (۱۳۳۰–۱۳۹۸)
- سعید نیک‌پور (۱۳۲۴)
- سعید نیوندی (۱۳۰۰–۱۳۶۵)
- سلیمه رنگزن (۱۳۲۹)
- سمیرا حسن‌پور (۱۳۶۳)
- سمیرا سیاح (۱۳۵۲)
- سوسن پرور (۱۳۵۴)
- سوسن تسلیمی (۱۳۲۸)
- سوسن مقصودلو (۱۳۳۶)
- سوگل خلیق (۱۳۶۷)
- سولماز غنی (۱۳۵۶)
- سولماز آقمقانی (۱۳۶۳)
- سونیا سنجری (۱۳۶۵)
- سهند جاهدی (۱۳۷۵)
- سهیلا رضوی (۱۳۳۳)
- سیامک احصایی (۱۳۳۶)
- سیامک اشعریون (۱۳۲۵)
- سیامک اطلسی (۱۳۱۵–۱۴۰۰)
- سیامک انصاری (۱۳۴۷)
- سیامک صفری (۱۳۴۳)
- سیاوش چراغی پور (۱۳۴۲)
- سیاوش خیرآبی (۱۳۶۳)
- سیاوش طهمورث (۱۳۲۵)
- سیاوش مفیدی (۱۳۴۸)
- سید جواد رضویان (۱۳۵۳)
- سید جواد هاشمی (۱۳۴۴)
- سید جواد یحیوی (۱۳۵۳)
- سید علی طباطبایی (۱۳۶۲–۱۳۹۴)
- سید مهرداد ضیایی
(۱۳۴۸)
- سیروس ابراهیم‌زاده (۱۳۱۶)
- سیروس گرجستانی (۱۳۲۳–۱۳۹۹)
- سیروس میمنت (۱۳۳۹)
- سیروس همتی (۱۳۵۱)
- سیما تیرانداز (۱۳۴۹)

## ش
- شاپور قریب (۱۳۱۱–۱۳۹۱)
- شادمهر عقیلی (۱۳۵۱)
- شان طوب (۱۹۶۳)
- شاهد احمدلو (۱۳۵۳)
- شاهرخ استخری (۱۳۶۰)
- شاهرخ فروتنیان (۱۳۳۵)
- شاهرخ مشکین‌قلم (۱۹۶۷)
- شاهین جعفرقلی (۱۹۹۷)
- شبنم طلوعی (۱۳۵۰)
- شبنم فرشادجو (۱۳۵۶)
- شبنم قلی‌خانی (۱۳۵۶)
- شبنم مقدمی (۱۳۵۱)
- شراره دولت‌آبادی (۱۳۴۱)
- شراره رخام (۱۳۵۰)
- شقایق جودت (۱۳۵۱)
- شقایق دهقان (۱۳۵۷)
- شقایق فراهانی (۱۳۵۱)
- شقایق نوروزی (۱۳۶۳)
- شکرخدا گودرزی (۱۳۳۹)
- شمسی فضل‌الهی (۱۳۲۰)
- شورانگیز طباطبایی (۱۳۳۲)
- شهاب حسینی (۱۳۵۲)
- شهاب عباسی (۱۳۵۲)
- شهاب عسگری (۱۳۲۴)
- شهرام حقیقت‌دوست (۱۳۵۱)
- شهرام شاه حسینی (۱۳۵۲)
- شهرام عبدلی (۱۳۵۵-۱۴۰۱)
- شهرام قائدی (۱۳۵۴)
- شهربانو موسوی (۱۳۳۹)
- شهرزاد عبدالمجید (۱۳۴۸)
- شهرزاد کمال‌زاده (۱۳۶۴)
- شهره آغداشلو (۱۳۳۱)
- شهره سلطانی (۱۳۴۸)
- شهلا ریاحی (۱۳۰۵–۱۳۹۸)
- شهناز تهرانی (۱۳۳۳)
- شهناز شهبازی
- شهیار قنبری (۱۳۲۹)
- شهین تسلیمی (۱۳۳۴)
- شهین خلیلی (۱۳۲۴)
- شهین علیزاده (۱۳۳۴)
- شیرین بینا (۱۳۴۳)
- شیلا خداداد (۱۳۵۹)
- شیوا ابراهیمی (۱۳۵۵)
- شیوا بلوریان (۱۳۵۸)
- شیوا خسرومهر (۱۳۵۰)
- شیوا خنیاگر (۱۳۴۶)
- شیوا رز (۱۹۶۹)

## ص
- صابر ابر (۱۳۶۳)
- صابر آتشین (۱۳۰۵–۱۳۶۶)
- صادق بهرامی (۱۲۸۸–۱۳۶۶)
- صالح میرزاآقایی (۱۳۴۹)
- صدرالدین حجازی (۱۳۲۷-۱۴۰۳)
- صدف عسگری (۱۳۷۶)
- صدف طاهریان (۱۳۶۷)
- صدیقه کیانفر (۱۳۱۱–۱۳۹۹)
- صفا آقاجانی (۱۳۳۵)
- صفر کشکولی (۱۳۲۳)
- صهبا شرافتی (۱۳۷۷)
- صدرعلیمحمدی(۱۳۵۴)

## ط
- طناز طباطبایی (۱۳۶۲)
- طیبه ابراهیم (۱۳۴۶)
- طوطی سلیمی (۱۳۳۳–۱۳۹۱)

## ع
- عارف عارف‌کیا (۱۳۱۹)
- عارف لرستانی (۱۳۵۰–۱۳۹۶)
- عاطفه رضوی (۱۳۴۷)
- عاطفه نوری (۱۳۶۳)
- عباس امیری مقدم (۱۳۲۲–۱۳۸۹)
- عباس جمشیدی‌فر (۱۳۵۹)
- عباس غزالی (۱۳۶۳)
- عباس مصدق (۱۳۰۵–۱۳۶۳)
- عبدالرضا اکبری (۱۳۳۲)
- عبدالعلی همایون (۱۲۹۹–۱۳۸۵)
- عبدالله بوتیمار (۱۳۱۲–۱۳۹۰)
- عزت‌الله انتظامی (۱۳۰۳–۱۳۹۷)
- عزت‌الله مقبلی (۱۳۱۲–۱۳۶۷)
- عزت‌الله مهرآوران (۱۳۲۸–۱۴۰۰)
- عزت‌الله وثوق (۱۲۹۳–۱۳۷۰)
- عسل بدیعی (۱۳۵۶–۱۳۹۲)
- عطا صفرپور (۱۳۲۴–۱۳۹۷)
- عطاءالله زاهد (۱۲۹۴–۱۳۷۰)
- عطیه غبیشاوی (۱۳۴۰)
- علا محسنی (۱۳۵۱)
- علی ابوالحسنی (۱۳۵۱–۱۳۹۸)
- علی‌اصغر گرمسیری (۱۲۹۰–۱۳۷۹)
- علی انصاریان (۱۳۵۶–۱۳۹۹)
- علی اوجی (۱۳۶۲)
- علی تابش (۱۳۰۴–۱۳۷۶)
- علی دهکردی (۱۳۴۴)
- علی زندی (۱۳۰۲–۱۳۹۸)
- علیرام نورایی (۱۳۵۶)
- علیرضا استادی (۱۳۵۲)
- علیرضا اسحاقی (۱۳۴۶)
- علیرضا آقاخانی (۱۳۴۵)
- علیرضا اوسیوند (۱۳۳۶)
- علیرضا ثانی فر (۱۳۵۱)
- علیرضا جاویدنیا (۱۳۳۰)
- علیرضا جعفری (۱۳۷۳)
- علیرضا خمسه (۱۳۳۱)
- علیرضا رئیسی (۱۳۶۰)
- علیرضا شجاع‌نوری (۱۳۳۴)
- علیرضا کمالی‌نژاد (۱۳۵۷)
- علی زاهدی (۱۳۲۸–۱۳۸۴)
- علی سلیمانی (۱۳۵۰–۱۴۰۰)
- علی شادمان (۱۳۷۵)
- علی صادقی (۱۳۵۹)
- علی قربان‌زاده (۱۳۵۷)
- علی لک‌پوریان (۱۳۴۹)
- علی مصفا (۱۳۴۵)
- علی میری (۱۳۱۵–۱۳۸۷)
- علی نصیریان (۱۳۱۳)
- عنایت‌الله شفیعی (۱۳۳۱)
- عنایت‌الله بخشی (۱۳۲۴)

## غ
- غزل شاکری (۱۳۵۷)
- غزل صارمی (۱۳۵۷)
- غلامحسین لطفی (۱۳۲۸)
- غلامحسین نقشینه (۱۲۸۷–۱۳۷۵)
- غلامرضا شهبازی (۱۳۵۲)
- غلامرضا طباطبایی (۱۳۱۹–۱۳۸۴)
- غلامرضا نیکخواه (۱۳۲۷)

## ف
- فاطمه گودرزی (۱۳۴۲)
- فاطمه معتمدآریا (۱۳۴۰)
- فاطمه هاشمی (۱۳۴۷)
- فاطیما بهارمست (۱۳۷۵)
- فتانه ملک‌محمدی (۱۳۶۸)
- فتحعلی اویسی (۱۳۲۴–۱۴۰۰)
- فتح اله طاهری (۱۳۳۰–۱۴۰۳)
- فخرالدین صدیق‌شریف (۱۳۳۴)
- فخرالزمان جبار وزیری (۱۲۹۱–۱۳۸۸)
- فخری خوروش (۱۳۰۹–۱۴۰۲)
- فرامرز شهنی (۱۳۳۰–۱۳۹۶)
- فرامرز قریبیان (۱۳۲۰)
- فرانک میرقهاری (۱۳۲۳)
- فرج‌الله گل‌سفیدی (۱۳۳۷)
- فرحناز منافی ظاهر (۱۳۳۹)
- فرخ نعمتی (۱۳۳۰)
- فرخ‌لقا هوشمند (۱۳۰۷–۱۳۸۸)
- فرخنده فرمانی‌زاده (۱۳۲۹)
- فردوس کاویانی (۱۳۲۰–۱۴۰۲)
- فرزاد حسنی (۱۳۵۶)
- فرزاد فرزین (۱۳۶۰)
- فرزان دلجو (۱۳۲۹)
- فرزانه تأییدی (۱۳۲۳–۱۳۹۹)
- فرزانه کابلی (۱۳۲۸)
- فرزانه نشاط خواه (۱۳۳۴)
- فرزین محدث (۱۳۵۸)
- فرشته جنابی(۱۳۲۷–۱۳۷۷)
- فرشته صدرعرفایی (۱۳۴۱)
- فرشید زارعی فرد (۱۳۲۹)
- فرناز رهنما (۱۳۶۰)
- فرنگیس فروهر (۱۳۱۹)
- فرود فولادوند (۱۳۲۰)
- فروزان (۱۳۱۶–۱۳۹۴)
- فرهاد اصلانی (۱۳۴۵)
- فرهاد آئیش (۱۳۳۱)
- فرهاد قائمیان (۱۳۴۴)
- فریبا ترکاشوند (۱۳۵۰)
- فریبا جدی‌کار (۱۳۳۸)
- فریبا خاتمی (۱۳۲۲)
- فریبا کامران (۱۳۴۶)
- فریبا متخصص (۱۳۴۰)
- فریبا نادری (۱۳۶۳)
- فریبرز سمندرپور (۱۳۲۸–۱۳۸۸)
- فریبرز عرب‌نیا (۱۳۴۳)
- فریدون فرخزاد (۱۳۱۵–۱۳۷۱)
- فریده دریامج (۱۳۳۵)
- فریده سپاه منصور (۱۳۲۶)
- فریده صابری (۱۳۹۶–۱۳۲۷)
- فریده نصیری (۱۳۱۷)
- فریماه فرجامی (۱۳۳۱)
- فقیهه سلطانی (۱۳۵۳)
- فلامک جنیدی (۱۳۵۱)
- فلورا سام (۱۳۴۴)
- فلور نظری (۱۳۴۷)
- فهیمه راستکار (۱۳۱۱–۱۳۹۱)
- فیروز بهجت محمدی (۱۳۱۵–۱۳۷۸)

## ق
- قدرت‌الله ایزدی (۱۳۳۵)
- قربان نجفی (۱۳۴۷)

## ک
- کاظم سیاحی (۱۳۵۷)
- کاظم هژیرآزاد (۱۳۲۹)
- کامبوزیا پرتوی (۱۳۳۴–۱۳۹۹)
- کامبیز دیرباز (۱۳۵۴)
- کامران تفتی (۱۳۵۸)
- کامران فیوضات (۱۳۳۰)
- کامشاد کوشان (۱۳۴۱)
- کامران ملک مطیعی (۱۳۴۲)
- کاوه زاهدی (۱۹۶۰)
- کبری امین سعیدی (۱۳۲۹)
- کتایون امیرابراهیمی (۱۳۱۸)
- کتایون ریاحی (۱۳۴۰)
- کریم اکبری مبارکه (۱۳۳۲–۱۳۹۹)
- کمند امیرسلیمانی (۱۳۵۲)
- کنعان کیانی (۱۳۱۱–۱۳۸۱)
- کوروش تهامی (۱۳۵۰)
- کیمیا حسینی (۱۳۸۲)
- کیکاووس یاکیده (۱۳۴۷)
- کیوان محمودنژاد (۱۳۵۷)
- کیومرث پوراحمد (۱۳۲۸–۱۴۰۲)
- کیومرث ملک‌مطیعی (۱۳۱۵–۱۳۸۹)
- کیهان ملکی (۱۳۴۷)

## گ
- گراناز موسوی (۱۳۵۴)
- گرشا رئوفی (۱۳۱۲–۱۳۸۶)
- گریگوری مارک (۱۹۲۵–۲۰۰۷)
- گلاب آدینه (۱۳۳۲)
- گلاره عباسی (۱۳۶۲)
- گلچهره سجادیه (۱۳۳۳)
- گلشیفته فراهانی (۱۳۶۲)
- گوگوش (۱۳۲۹)
- گوهر خیراندیش (۱۳۳۳)
- گیتی ساعتچی (۱۳۳۷)
- گیتی فروهر (۱۳۰۵–۱۳۷۷)
- گیتی قاسمی (۱۳۵۵)
- گیتی معینی (۱۳۲۳)

## ل
- لاچین دربندی
- لادن طباطبایی (۱۳۴۹)
- لادن مستوفی (۱۳۵۱)
- لاله اسکندری (۱۳۵۴)
- لاله پورکریم (۱۹۸۲)
- لاله صبوری (۱۳۴۸)
- لاله مرزبان (۱۳۷۲)
- لرتا (۱۲۹۰–۱۳۷۷)
- لعیا زنگنه (۱۳۴۴)
- لوریک میناسیان (۱۳۲۲–۱۳۸۳)
- لونا شاد (۱۳۵۱)
- لیلا اوتادی (۱۳۶۲)
- لیلا برخورداری (۱۳۵۷)
- لیلا بلوکات (۱۳۶۰)
- لیلا بوشهری (۱۳۵۴)
- لیلا حاتمی (۱۳۵۱)
- لیلا زارع (۱۳۵۹)
- لیلا فروهر (۱۳۳۷)
- لیلی رشیدی (۱۳۵۲)
- لیندا کیانی (۱۳۵۹)

## م
- مادام سیرانوش
- مارتین شمعون‌پور (۱۳۶۳)
- مارشال منش (۱۳۲۹)
- مازیار جبرانی (۱۹۷۲)
- مازیار فلاحی (۱۳۵۳)
- مازیار لرستانی (۱۳۵۵)
- ماندانا اصلانی (۱۳۴۰)
- مانی حقیقی (۱۳۴۸)
- مانی کسرائیان (۱۳۵۵)
- مانی نوری (۱۳۶۸)
- ماهایا پطروسیان (۱۳۴۸)
- ماه‌چهره خلیلی (۱۳۵۵–۱۳۹۹)
- ماه‌گل مهر (۱۳۵۷–۱۳۹۳)
- ماهور الوند (۱۳۷۳)
- مائده طهماسبی (۱۳۳۶)
- متین عزیزپور (۱۳۷۲)
- مجید بهشتی (۱۳۳۴)
- مجید شهریاری (۱۳۳۹)
- مجید صالحی (۱۳۵۴)
- مجید مجیدی (۱۳۳۸)
- مجید محسنی (۱۳۰۲–۱۳۶۹)
- مجید مشیری (۱۳۴۰)
- مجید مظفری (۱۳۲۹)
- مجید واحدی‌زاده (۱۳۴۷–۱۳۹۶)
- مجید واشقانی (۱۳۵۹)
- مجید یاسر (۱۳۵۵)
- محبوبه بیات (۱۳۲۸)
- محبوبه مقبلی (۱۳۲۰)
- محرم زینال‌زاده (۱۳۳۰)
- محسن افشانی (۱۳۶۸)
- محسن تنابنده (۱۳۵۴)
- محسن قاضی‌مرادی (۱۳۲۰–۱۴۰۰)
- محسن کیایی (۱۳۶۰)
- محسن مهدوی (۱۳۰۴–۱۳۸۱)
- محسن یوسف‌بیک (۱۳۱۹–۱۳۸۹)
- محمد ابهری (۱۳۱۷)
- محمد بحرانی (۱۳۶۰)
- محمد برسوزیان (۱۳۲۴–۱۴۰۰)
- محمد تقی کهنمویی (۱۲۹۹–۱۳۶۳)
- محمدجواد جعفرپور (۱۳۷۷)
- محمدرضا داوودنژاد (۱۳۳۶)
- محمدرضا رهبری (۱۳۶۱)
- محمدرضا شریفی‌نیا (۱۳۳۴)
- محمدرضا فروتن (۱۳۴۷)
- محمدرضا گلزار (۱۳۵۶)
- محمدرضا هدایتی (۱۳۵۲)
- محمد شیری (۱۳۲۸)
- محمد صادقی (بازیگر) (۱۳۳۶)
- محمد صالح اعلا (۱۳۳۱)
- محمدعلی سپانلو (۱۳۱۹–۱۳۹۴)
- محمدعلی فردین (۱۳۰۹–۱۳۷۹)
- محمدعلی کشاورز (۱۳۰۹–۱۳۹۹)
- محمدعلی ورشوچی (۱۳۰۴–۱۳۹۰)
- محمدهادی دیباجی(۱۳۶۲)
- محمد فیلی (۱۳۲۹)
- محمد کاسبی (۱۳۳۰)
- محمد متوسلانی (۱۳۱۴)
- محمد مطیع (۱۳۲۲–۱۳۹۷)
- محمد نادری (۱۳۵۷)
- محمدهادی دیباجی (۱۳۶۲)
- محمدهادی قمیشی (۱۳۴۰)
- محمود استادمحمد (۱۳۲۹–۱۳۹۲)
- محمود بصیری (۱۳۲۶)
- محمود بنفشه‌خواه (۱۳۲۱–۱۳۸۹)
- محمود بهرامی (۱۳۱۶–۱۳۸۹)
- محمود پاک‌نیت (۱۳۳۱)
- محمود جعفری (۱۳۳۲)
- محمود عزیزی (۱۳۲۳)
- محمود لطفی (۱۳۰۰–۱۳۶۸)
- مختار سائقی (۱۳۳۵)
- مرتضی احمدی (۱۳۰۳–۱۳۹۳)
- مرتضی زارع (۱۳۴۹)
- مرتضی ضرابی (۱۳۳۵)
- مرتضی عقیلی (۱۳۲۰)
- مرجان (۱۳۲۷–۱۳۹۹)
- مرجان شیرمحمدی (۱۳۵۲)
- مرجان محتشم (۱۳۴۸)
- مرجانه گلچین (۱۳۴۷)
- مرضیه برومند (۱۳۳۰)
- مری آپیک (۱۳۳۳)
- مریلا زارعی (۱۳۵۳)
- مریم امیرجلالی (۱۳۲۶)
- مریم بوبانی (۱۳۳۲)
- مریم پالیزبان (۱۳۶۰)
- مریم سرمدی (۱۳۴۹)
- مریم سعادت (۱۳۳۷)
- مریم شیرازی (۱۳۵۶)
- مریم کاویانی (۱۳۴۹)
- مریم معصومی (۱۳۶۵)
- مریم هژیروند (۱۳۴۶)
- مژده شمسایی (۱۳۴۷)
- مژگان (بازیگر) (۱۳۲۴)
- مژگان ربانی (۱۳۵۳)
- مسعود دلخواه (۱۳۳۶)
- مسعود رایگان (۱۳۳۳)
- مسعود کرامتی (۱۳۳۵)
- مسعود ولدبیگی (۱۳۱۴–۱۴۰۰)
- مصطفی زمانی (۱۳۶۱)
- مصطفی طاری (۱۳۲۴)
- مصطفی عبداللهی (۱۳۹۴–۱۳۳۴)
- معصومه آقاجانی (۱۳۳۸)
- معصومه اسکندری (۱۳۰۴–۱۳۸۹)
- ملکه رنجبر (۱۳۱۵–۱۳۹۸)
- ملوسک(۱۳۳۰)
- ملیحه نصیری (۱۳۰۵–۱۳۸۱)
- ملیسا مهربان (۱۳۶۳)
- ملیکا زارعی (۱۳۶۴)
- ملیکا شریفی‌نیا (۱۳۶۵)
- منصور سپهرنیا (۱۳۰۹)
- منوچهر آذر (۱۳۱۶)
- منوچهر آذری (۱۳۲۲)
- منوچهر حامدی (۱۳۱۸–۱۳۷۴)
- منوچهر افسری (۱۳۳۱–۱۴۰۰)
- منوچهر زنده‌دل (۱۳۵۱)
- منوچهر سخایی (۱۳۱۴–۱۳۹۰)
- منوچهر نوذری (۱۳۱۵–۱۳۸۴)
- منوچهر والی‌زاده (۱۳۱۹-۱۴۰۳)
- منوچهر وثوق (۱۳۲۲–۱۴۰۰)
- منیژه سلیمی
- مونا احمدی (۱۳۶۸)
- مهتاب کرامتی (۱۳۴۹)
- مهتاب نصیرپور (۱۳۴۴)
- مهتاج نجومی (۱۳۲۸)
- مهدی اسدی (۱۳۵۲)
- مهدی امینی‌خواه (۱۳۵۹)
- مهدی باقربیگی (۱۳۵۶)
- مهدی پاکدل (۱۳۵۹)
- مهدی حسینی‌نیا (۱۳۵۰)
- مهدی سلطانی سروستانی (۱۳۵۰)
- مهدی سلوکی (۱۳۶۱)
- مهدی صباغی (۱۳۳۰–۱۴۰۱)
- مهدی صبایی (۱۳۴۵)
- مهدی فتحی (۱۳۱۸–۱۳۸۲)
- مهدی فخیم‌زاده (۱۳۲۱)
- مهدی فقیه (۱۳۲۴)
- مهدی کوشکی (۱۳۶۰)
- مهدی ماهانی (۱۳۶۲)
- مهدی میامی (۱۳۳۲)
- مهدی هاشمی (۱۳۲۵)
- مهران احمدی (۱۳۵۲)
- مهران رجبی (۱۳۴۰)
- مهران ضیغمی (۱۳۷۰)
- مهران غفوریان (۱۳۵۳)
- مهران مدیری (۱۳۴۶)
- مهران نائل (۱۳۵۲)
- مهرانه مهین ترابی (۱۳۳۶)
- مهراوه شریفی‌نیا (۱۳۶۰)
- مهرداد صدیقیان (۱۳۶۷)
- مهرداد ضیایی (۱۳۴۷)
- مهرداد فلاحتگر (۱۳۳۸)
- مهرشاد کارخانی (۱۳۴۳)
- مهری آل‌آقا (۱۳۴۴)
- مهری مهرنیا (۱۲۹۶–۱۳۸۷)
- مهری ودادیان (۱۳۱۵–۱۳۸۹)
- مهشید افشارزاده (۱۳۴۴)
- مه‌لقا باقری (۱۳۶۰)
- مهناز افشار (۱۳۵۶)
- مهناز افضلی (۱۳۴۲)
- مهوش افشارپناه (۱۳۲۸)
- مهوش صبرکن (۱۳۳۹)
- مهوش وقاری (۱۳۳۳)
- مهین دیهیم (۱۳۰۴–۱۳۸۱)
- مهین شهابی (۱۳۱۵–۱۳۸۹)
- میترا حجار (۱۳۵۶)
- میرطاهر مظلومی (۱۳۵۳)
- میلاد کی‌مرام (۱۳۶۴)
- مینا جعفرزاده (۱۳۲۵)
- مینا لاکانی (۱۳۴۸)
- مینا نوروزی فرد (۱۳۴۴)
- مینا وحید (۱۳۶۶)
- مینو شفیع (۱۳۳۵)

## و
- وحید رزاقی (۱۳۴۹)
- وحید شیخ‌زاده (۱۳۶۱)
- ولی‌الله شیراندامی(۱۳۱۰–۱۳۹۸)
- ولی‌الله مؤمنی(۱۳۲۳–۱۳۹۴)
- ویدا جوان (۱۳۶۵)
- ویدا قهرمانی (۱۳۱۶–۱۳۹۷)
- ویشکا آسایش (۱۳۵۱)
- ویکتوریا نرسسیان (۱۹۳۷–۲۰۱۸)

- وحید شیراوند ۱۳۷۷–۱۳۹۸)

## ه
- هادی اسلامی (۱۳۱۸–۱۳۷۲)
- هادی حجازی فر (۱۳۵۵)
- هادی کاظمی (۱۳۵۵)
- هانیه توسلی (۱۳۵۸)
- هایده حائری (۱۳۳۳)
- هدایت هاشمی (۱۳۵۳)
- هدی زین‌العابدین (۱۳۶۸)
- هدیه بازوند (۱۳۶۶)
- هدیه تهرانی (۱۳۵۱)
- هرمز سیرتی (۱۳۱۹)
- هرمز هدایت (۱۳۲۶)
- هستی مهدوی‌فر (۱۳۷۰)
- هما خاکپاش (۱۳۳۹)
- هما روستا (۱۳۲۳–۱۳۹۴)
- همایون (بازیگر) (۱۳۱۶)
- همایون ارشادی (۱۳۲۶)
- هنگامه حمیدزاده (۱۳۶۷)
- هنگامه قاضیانی (۱۳۴۹)
- هنگامه مفید (۱۳۳۵)
- هوتن شکیبا (۱۳۶۳)
- هوشنگ بهشتی (۱۳۰۲–۱۳۷۰)
- هوشنگ حریرچیان (۱۳۱۱-۱۴۰۳)
- هوشنگ سارنگ (۱۲۹۱–۱۳۴۸)
- هومن برق نورد (۱۳۴۸)
- هومن سیدی (۱۳۵۹)

## ی
- یاسمین طباطبایی (۱۳۴۶)
- یدالله شادمانی (۱۳۳۷)
- یکتا ناصر (۱۳۵۷)
- یوسف پشندی (۱۲۹۹–۱۳۸۵)
- یوسف تیموری (۱۳۵۵)
- یوسف صیادی (۱۳۴۸)
- یوسف مرادیان (۱۳۴۹)
- یونا تدین (۱۳۸۸)